# فولكستات
فولكستات وتعني دولة الشعب  هي مجموعة من المقترحات لتأسيس حق تقرير المصير للأفريقان في جنوب أفريقيا، إما على أساس المبادئ الفيدرالية أو كوطن بوير / أفريكاني مستقل تمامًا.